# Geranium peruvianum
Geranium peruvianum är en näveväxtart som beskrevs av Georg Hans Emmo Emo Wolfgang Hieronymus. Geranium peruvianum ingår i släktet nävor, och familjen näveväxter. Inga underarter finns listade i Catalogue of Life.